# Adrijanci
Adrijanci is een plaats in Slovenië en maakt deel uit van de gemeente Gornji Petrovci in de NUTS-3-regio Pomurska. De plaats telt 144 inwoners (2017) en ligt in het noordoosten van Slovenië op zo'n 7 kilometer van de grens met Hongarije.
Door de plaats loopt de rivier de Adrijanski potok.
Aan het begin van de 20e eeuw is er een kleine kapel gebouwd, die gebruikt wordt als rouwcentrum. Het gebouw heeft een belfort van drie verdiepingen.
Adrijanci · Boreča · Košarovci · Križevci · Kukeč · Lucova · Martinje · Neradnovci · Panovci · Peskovci · Stanjevci · Šulinci · Ženavlje